# Philornis gagnei
Philornis gagnei är en tvåvingeart som beskrevs av Márcia Souto Couri 1983. Philornis gagnei ingår i släktet Philornis och familjen husflugor. Inga underarter finns listade i Catalogue of Life.